# 兵科総元帥

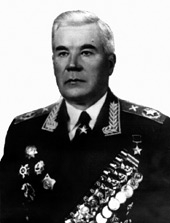
ミトロファン・ニェジェーリン砲兵総元帥

兵科総元帥（へいかそうげんすい、ロシア語: Главный Маршал рода войск）は、ソビエト連邦軍の上位階級である。この階級は1943年8月27日に創設され、相互の先任権は維持されたが、上級大将と同等であった。
この階級は、イギリスの空軍元帥に類似するものとして作られた。これは、ソ連軍の5つの軍種・兵科（空軍、砲兵科、戦車兵科、工兵科、通信兵科）で使用された。
兵科総元帥の階級は、主に砲兵科と空軍に限られ、1984年からはこれらの兵科においても与えるのを控えた。工兵総元帥及び通信兵総元帥の階級は、1943年の創設から1984年の廃止まで、いずれも授与される者はなかった。

## 総元帥の一覧
| 氏名                           | 生没年          | 任命年月日    |
| ------------------------------ | --------------- | ------------- |
| アレクサンドル・ノヴィコフ     | 1900年 - 1976年 | 1944年2月21日 |
| アレクサンドル・ゴロヴァーノフ | 1904年 - 1975年 | 1944年8月19日 |
| パーヴェル・ジーガレフ         | 1900年 - 1963年 | 1955年3月11日 |
| コンスタンチン・ヴェルシーニン | 1900年 - 1973年 | 1959年5月8日  |
| パーヴェル・クターホフ         | 1914年 - 1984年 | 1972年3月     |
| ボリス・ブガーエフ             | 1923年 - 2007年 | 1977年        |
| アレクサンドル・コルドゥノーフ | 1923年 - 1992年 | 1984年        |

| 氏名                         | 生没年          | 任命年月日    |
| ---------------------------- | --------------- | ------------- |
| ニコライ・ヴォロノフ         | 1899年 - 1968年 | 1944年2月21日 |
| ミトロファン・ニェジェーリン | 1902年 - 1960年 | 1959年5月8日  |
| セルゲイ・ヴァレンツォーフ   | 1901年 - 1971年 | 1961年5月6日  |
| ウラジーミル・トルーブコ     | 1914年 - 1989年 | 1983年        |

| 氏名                       | 生没年          | 任命年月日    |
| -------------------------- | --------------- | ------------- |
| パーヴェル・ロトミストロフ | 1901年 - 1982年 | 1962年4月28日 |
| アマザスプ・ババジャニャン | 1906年 - 1977年 | 1975年5月     |

## 関連事項
- ソ連邦元帥
- 兵科元帥
- 軍隊における階級呼称一覧